# Virtua Tennis 3
Virtua Tennis 3 – tenisowa gra komputerowa wydana przez firmę Sega. Jest częścią serii Virtua Tennis. Jej poprzedniczką była Virtua Tennis 2.

## Minimalne wymagania sprzętowe
- System: 2000/XP/XP x64
- Procesor: 2 GHz lub szybszy
- Pamięć: 512 MB RAM lub więcej
- Karta graficzna:
  - ATI Radeon 9600 lub lepsza
  - Nvidia GeForce FX 5900 lub szybsza